# جانبي الأيسر (مسلسل)
جانبي الايسر (بالتركية :Sol Yanim) هو مسلسل تركى من بطولة ايزجي ياغيز وتولغا ميندي، عرض على قناة Star TV من 26 نوفمبر 2020 إلى 17 فبراير 2021.

## القصة
سيرا التي ولدت في عائلة ثرية وترعرعت كأميرة، ولكن بمجرد أن تبدأ الجامعة ستضطر للانتقال الي حي من الطبقة المتوسطة ولكن بالاستمرار في المنحة الدراسية، وتصبح من مسؤوليتها رعاية والدتها المريضة، لتجمعها الصدفة ب«سليم» الذي فقد والدته بعمر الثالثة عشر، يتعرض نجاحه للتشكيك المستمر من قبل والده احسان المدمن علي العمل وزوجته اسينا، وهناك بيريجك المدللة حبها لسليم والموضة هو فقط ما يهمها وبوراك الصديق المقرب لسليم، وبهذه الجامعة تبدأ قصة العشق بينهما وتنكشف اسرار الماضي وحلول لعقدة المستقبل.

## الابطال
- كانسل إلسين- إحسان
- أوزجي ياجيز - سيرا
- إمري دينلر - باربروس
- تولجا مندي - سليم كوتلساي
- دفني ساميلي - أسينا
- دنيز باروت - نيل
- چيمري بايسل - بيريجيك
- امري بك - بوراق
- بنيان دونمز - بيناز
- تانر روملي - اونور
- فايزة سيفليك - نازليم
- اوكتاي كربوك - علي
- ايسكم أتالاي - إيدا
- سيدا أكمان - إديل
- حيدر كويل - حيدر
- توجس - زينب

## نظرة عامة
| الموسم | الموسم | عدد الحلقات | عدد الحلقات | تاريخ البث الأصلي | تاريخ البث الأصلي | تاريخ البث الأصلي |
| الموسم | الموسم | عدد الحلقات | عدد الحلقات | تاريخ البدء       | تاريخ الانتهاء    | قناة              |
| ------ | ------ | ----------- | ----------- | ----------------- | ----------------- | ----------------- |
|        | واحد   | 12          | 12          | 26 نوفمبر 2020    | 17فبراير 2021     | نجم الشاشة        |

## روابط خارجية
- جانبى الايسر على قناة Star TV
- جانبى الايسر على تويتر